# عید بشارت

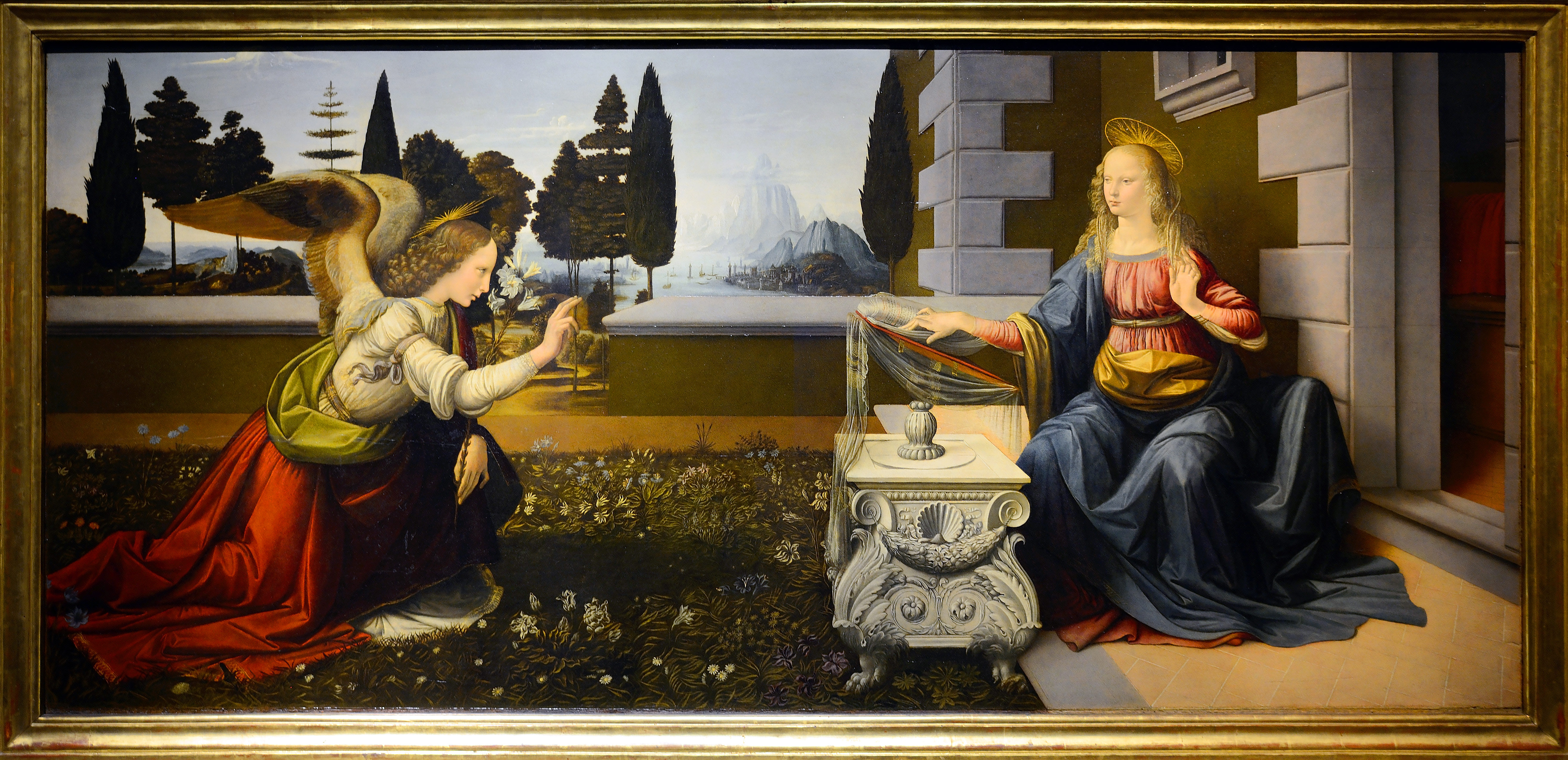
بشارت نام اثری از لئوناردو دا وینچی است که در حوالی ۱۴۷۲ خلق شد و اکنون در موزه اوفیتزی در فلورانس نگه‌داری می‌شود.

بشارت (به لاتین: annuntiatio) واقعه‌ای است که به آن در کتاب انجیل پرداخته شده‌است و بر اساس آن، جبرئیل با نزول بر مریم، به او بشارت تولد پسری به نام یشوع را می‌دهد. مسیحیان این واقعه را به نام عید بشارت جشن می‌گیرند.